# ローラ・T93/20
ローラ・T93/20（Lola T93/20）および発展型・派生型のT94/20、T95/20、T96/20は、ローラが設計・製造したフォーミュラカーである。1993年から1996年までインディ・ライツで使用された。